# Лунка Ампоицеј (Алба)
Лунка Ампоицеј (рум. Lunca Ampoiței) насеље је у Румунији у округу Алба у општини Метеш. Oпштина се налази на надморској висини од 593 m.

## Становништво
Према подацима из 2002. године у насељу је живело 168 становника, од којих су сви румунске националности.